# Linia kolejowa nr 708
Linia kolejowa nr 708 – magistralna, jednotorowa, zelektryfikowana linia kolejowa znaczenia państwowego łącząca stację Chorzów Batory ze stacją Chorzów Miasto.